# Alpaida dominica
Alpaida dominica är en spindelart som beskrevs av Levi 1988. Alpaida dominica ingår i släktet Alpaida och familjen hjulspindlar. Inga underarter finns listade i Catalogue of Life.